# Mispila zonaria
Mispila zonaria là một loài bọ cánh cứng trong họ Cerambycidae.